# Martin Kovačič
‎Martin Kovačič, slovenski teolog in filozof, * 9. november 1827, Pilštanj, † 1. februar 1882, Maribor.
Rodil se je očetu Jakobu in materi Luciji. Na Visoki bogoslovni šoli v Mariboru je v letih 1859−1881 predaval dogmatično teologijo.